# Суха Сура
Суха Сура — річка в Україні, у межах Кам'янського (витоки) та Дніпровського районів Дніпропетровської області. Ліва притока Мокрої Сури (басейн Дніпра).

## Опис

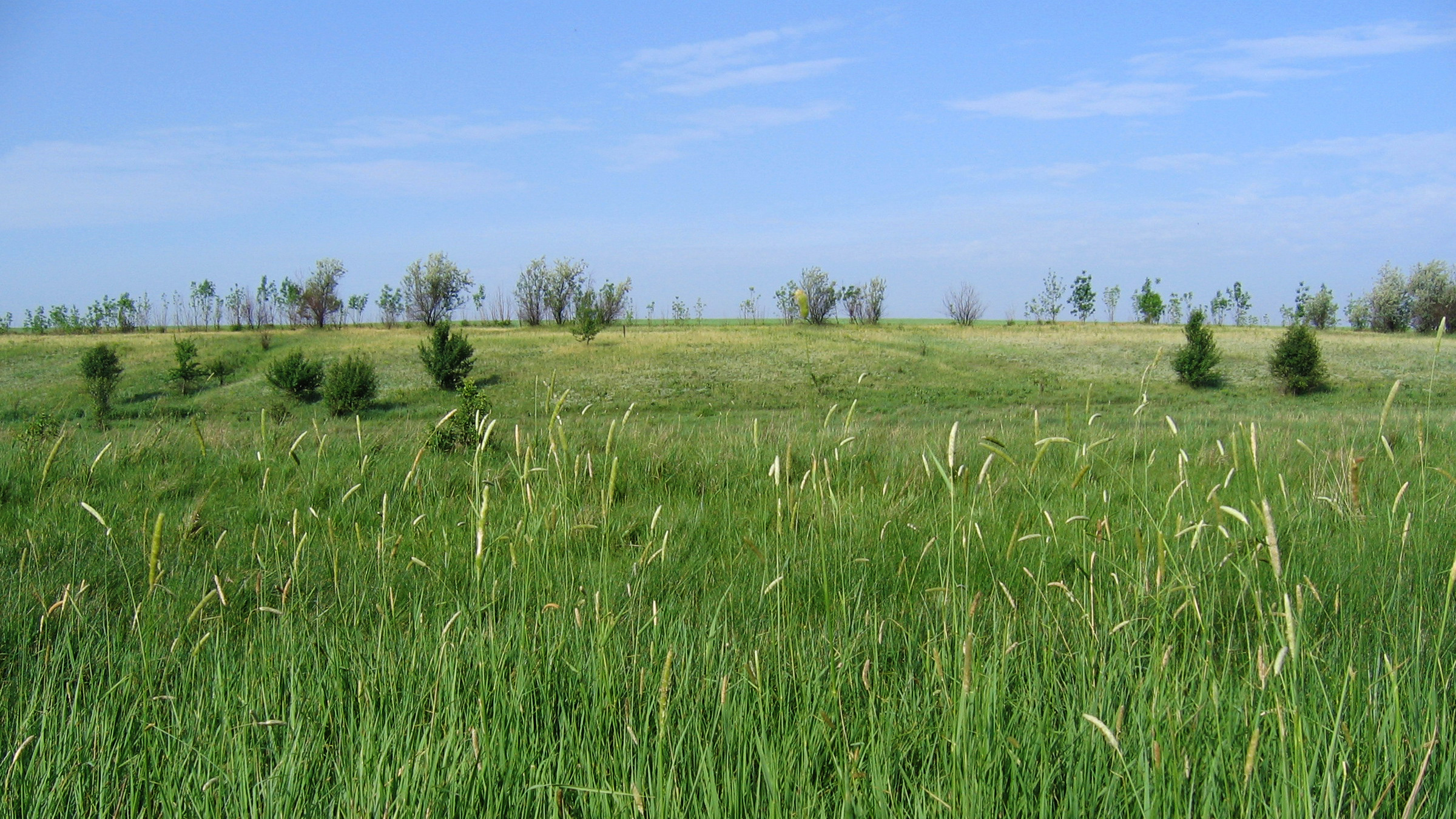
У верхів'ях Сухої Сури. Суходільна лука

Довжина річки 41 км, площа басейну 431 км². Долина коритоподібна, завширшки до 3 км, завглибшки до 40 м. Заплава завширшки до 300 м. Річище звивисте (особливо в нижній течії); його ширина до 15 м. Похил річки 1,5 м/км. Споруджено кілька ставків. Найбільший ставок Південний на межі Південного району міста Кам'янське.

## Розташування
Суха Сура бере початок біля південної околиці міста Кам'янського, на південний схід від села Українки. Тече переважно на південний схід (місцями на південь). Впадає до Мокрої Сури на південний схід від села Сурсько-Михайлівки.
Населені пункти над Сухою Сурою: Благовіщенка, Долинське, Миколаївка, Сурсько-Михайлівка.

## Притоки
- Балка Воскобойникова, Балка Осички, Балка Грицанова (праві); Балка Россоховата;  Балка Попова; Балка Пашена; Війтиха, Балка Мала Пашена (ліві).